# Constantin C. Brătianu
Constantin C. Brătianu (poreclit Bebe; n. 20 mai 1887, București, România – d. 21 ianuarie 1956, București, România) a fost un om politic român, ministru în Guvernul Constantin Sănătescu (2). A fost arestat de regimul comunist în noaptea de 5/6 mai 1950, Noaptea demnitarilor.